# Álvaro Pacheco
Álvaro Adriano Teixeira Pacheco (* 25. Juni 1971 in Lixa) ist ein portugiesischer Fußballtrainer und ehemaliger Spieler. Derzeit ist er Cheftrainer des Primeira Liga-Vereins Vitória Guimarães.
Nachdem er als Spieler insgesamt 70 Spiele in der zweiten Liga absolviert hatte, arbeitete er als Assistent von Miguel Leal, bevor er selbst Manager beim AD Fafe wurde. Als er 2019 beim FC Vizela angestellt wurde, schaffte er in seinen ersten beiden Spielzeiten den Aufstieg in die Primeira Liga und führte Estoril Praia in die höchste Spielklasse.

## Karriere

### Als Spieler
Pacheco absolvierte die Fußballakademien seiner Heimatvereine FC Lixa und F.C. Felgueiras. Als Jugendlicher arbeitete er mit seinem Vater zusammen als Schlosser. Er begann seine Karriere als Fußballspieler bei Felgueiras, wo er 70 Spiele in der Segunda Liga absolvierte. Er verbrachte die meiste Zeit seiner Karriere in den portugiesischen Halbprofi-Ligen. Seine erste Stelle als Trainer trat er 2005 in der Jugendabteilung seines Vereins Paredes an, und 2007 zog er sich im Alter von 34 Jahren aus dem Fußball zurück.

### Als Trainer
Er begann seine Karriere als Assistent von Miguel Leal bei Penafiel, Moreirense und Boavista und fuhr mit Filipe Ribeiro nach Litauen. 2018 kommt er zurück nach Portugals zu Fafe zurück.
2019 begann er als Trainer vom FC Vizela. Der Verein stieg eine Liga auf, ohne dass die Saison durch die Pause aufgrund von COVID-19 beendet wurde. Vizela und FC Arouca stiegen eine Liga auf. Der Aufstieg musste vor Gericht genehmigt werden.
Am 30. November 2022, als Vizela auf einem sicheren 13. Platz lag und die Saison wegen der FIFA-Weltmeisterschaft 2022 pausierte, wurde Pacheco dennoch entlassen und durch den U23-Trainer Tulipa ersetzt. Einige Tage später wurde er von der Stadtverwaltung von Vizela geehrt und erklärte, dass er zum Verein zurückkehren wolle. Die Fans waren gegen die Entlassung, die von der Vereinsführung vorgenommen wurde.
Am 19. Juni 2023 wurde Pacheco für ein Jahr bei dem ebenfalls in der ersten Liga spielenden Verein Estoril Praia angestellt, wo er fast 25 Jahre zuvor gespielt hatte. Am 24. September, nach sechs Spielen in der Primeira Liga, gab Estoril, das mit vier Punkten auf dem vorletzten Tabellenplatz lag, bekannt, dass Pacheco und sein Trainerstab von ihren Aufgaben entbunden worden waren.
Am 4. Oktober 2023 wurde Álvaro Pacheco offiziell als neuer Trainer des Vitória Sport Club vorgestellt. Die Ankunft von Álvaro Pacheco bei Vitória brachte am 19. Spieltag mit 36 Punkten eine Rekordpunktzahl. In dieser Saison kämpft man mit den direkten Konkurrenten Sporting Braga und FC Porto um Punkte.